# Allen Kelley
Earl Allen Kelley (Dearing, Geórgia, 24 de Dezembro de 1932) é um ex-basquetebolista dos Estados Unidos. Disputou as Olimpíadas de 1960.
Ele fez parte do time de basquetebol norte-americano que conquistou o ouro nas olimpíadas de 1960.
Ele é irmão do medalhista de ouro de 1952 Dean Kelley.